# Quand la colère éclate
Pour plus de détails, voir Fiche technique et Distribution.
Quand la colère éclate (titre original : Lo sgarro) est un film franco-italien réalisé par Silvio Siano, sorti en 1963.

## Fiche technique
- Titre : Quand la colère éclate
- Titre original : Lo sgarro
- Réalisation : Silvio Siano
- Assistants-réalisateur : Romolo Guerrieri (premier assistant), Vittorio Meloni (second assistant)
- Scénario : Silvio Siano et Sabatino Ciuffini
- Photographie : Antonio Secchi
- Montage : Gabriele Varriale
- Musique : Gino Peguri
- Décors : Franco Mancini
- Costumes : Luciana Marinucci
- Producteur : Giovanni Addessi
- Producteur exécutif : Ubaldo Granata
- Société(s) de production : Giovanni Addessi Produzione Cinematografica (G.A. Cinematografica), U.G. Cinematografica, Comptoir Français du Film Production (CFFP)
- Société de distribution : Variety Film Production
- Pays de production :  Italie,  France
- Métrage : 2 269 mètres
- Format : Noir et blanc — 35 mm — 1,37:1 — Son : Mono
- Genre : Film policier
- Durée : 84 minutes (1 h 24)
- Date de sortie : France - 6 février 1963

## Distribution
- Charles Vanel : Don Vincenzo
- Gérard Blain : Paolo
- Saro Urzì : Carmelo
- Louise Conte
- Giacomo Furia : Ciro
- Nino Vingelli : Alberto
- Ubaldo Granata : Don Michele
- Ettore Annunziata
- Gordana Miletic :	Rosaria
- Piero Palermini :	Pietro